# Studie eines Bauernmädchens beim Umgraben
Studie eines Bauernmädchens beim Umgraben (Etude de paysanne en plein air (paysanne bêchant)) ist der Titel eines Gemäldes von Camille Pissarro aus dem Jahr 1882, das mit drei anderen ähnlichen Werken den Wendepunkt in Pissarros Schaffen von der reinen Landschaftsmalerei zur großen Darstellung von Personen markiert. Es befindet sich heute in anonymem Privatbesitz.

## Bildbeschreibung und Einordnung
Eine junge Bäuerin, mit dunklem Gesichtsteint, das schwarze Haar unter einem bunten Kopftuch teilweise verborgen, gekleidet in blauer Bluse und einem Rock mit Schürze hält in ihrer Tätigkeit, ein Gartenbeet im Frühling mit dem Spaten umzugraben, inne, um sich von Pissarro skizzieren zu lassen. Sie steht im Vordergrund des Gartens, der durch vier fast horizontale Linien, die die Beete begrenzen, perspektivisch in den Hintergrund gegliedert ist. Beerensträucher und frisch gepflanzte Obstbäume bilden den Hintergrund des Gemäldes. Hinten, leicht links der Mitte, befindet sich eine weitere menschliche Figur, die in keiner interagierenden Beziehung zu der Figur im Vordergrund steht, aber aus kompositorischer Sicht ein Pendant bildet. Es ist eine männliche Figur mit gelbem Strohhut, die links über der Schulter ein Tuch hält, in dem sich Saatgut befindet, was im Vergleich mit anderen Bildern Pissarros über Landleute in jener Schaffensphase geschlossen werden kann. In der vorindustriellen Landwirtschaft wurde mit schwungvollen Handbewegungen großflächig die Kornsaat ausgebracht. Der Mann ist von hinten, weggehend abgebildet, die Bäuerin im Profil. sie ist die Hauptsache in dem Bild. Ihre Körperhaltung ist leicht gebeugt, ihr von der Landarbeit bereits ansatzweise gerundeter Rücken ist deutlich zu erkennen. Ihre zweifelnde innehaltende Pose mit dem ernsten Gesichtsausdruck, den kräftigen Händen, die den Spatenstiel umfassen und dem unangespannten rechten Fuß, der nicht bereit ist, das Spatenblatt in den dunklen Gartenboden zu treiben, vermitteln den Eindruck einer beginnenden Erschöpfung.
Die frühen 1880er Jahre waren im Schaffen Pissarros eine Zeit des Übergangs von der reinen Landschaftsmalerei zu Personendarstellungen. Seine bisherige Maltechnik mit ausgeprägten langen Pinselstrichen, noch an Paul Cézanne erinnernd, veränderte er zu einer eher tupfenden Technik. Es war die Zeit des Experimentierens und der Erkenntnis, dass es neben der optischen noch eine höhere Realität gebe.
Das Bild der Paysanne bêchant ist eins von drei Gemälden, in denen Pissarro arbeitende Bäuerinnen darstellt. Die zeitgenössische Kritik verglich diese Bilder mit Arbeiten von Jean-François Millet, der viele bäuerliche Menschen gemalt hatte. 1882 wurde Pissarro nach einer Ausstellung der Paysanne von dem Kunsthistoriker und Kritiker Ernest Chesneau als ebenbürtiger legitimer Nachfolger Millets bezeichnet. Andere hingegen sahen die Bauerndarstellungen differenzierter. Joris-Karl Huysmans schrieb 1882, dass Pissarro etwas völlig Neues, losgelöst von Millets Denkweise, geschaffen habe. Camille Pissarro vermied aber Vergleiche mit Millet und schrieb an seinen Sohn Lucien, dass er seine Landleute ohne falsche Größe, nur einfach wie er sie sieht, male.
Das Bild hat im Hochformat die Maße 65 × 54 cm. Ausgeführt ist es in der Maltechnik Öl auf Leinwand, Pissarros Signatur befindet sich unten links (C.Pissarro.82.).

## Provenienz und Ausstellungen
Zunächst war das Gemälde im Besitz des Künstlers und nach seinem Tod bis 1904 bei seiner Frau Julie. Nach ihrem Tod gelangte es 1921 zu seiner Tochter Jeanne Pissarro-Bonin. Danach befand es sich in Paris bei einem Maurice Payen. Ab Dezember 1923 gehörte es zum Bestand der Galerie von Paul Durand-Ruel in Paris. 1924 kam es in das Bremer Graphische Kabinett von Wolfgang Werner, danach zu Fritz Gurlitt in Berlin. Der verkaufte es etwa 1930 an den Textilunternehmer Richard Semmel. Aus dessen Besitz kam das Bild im Juni 1933 im Amsterdamer Auktionshaus Frederik Muller & Cie zur Versteigerung. Den Zweiten Weltkrieg überstand das Bild in der Genfer Galerie Moos. Nach 1945 gelangte es nach New York zu Jacques Lindon, danach befand es sich in einer privaten Sammlung in Monaco und wurde am 27. Juni 1977 bei einer Auktion bei Sotheby’s von einem anonymen Käufer erworben. Am 4. Dezember 1990 verkaufte Sotheby’s das Bild an die New Yorker Galerie Daniel B. Grossman. Diese veräußerte es 1991 an die Sammlung von Joan Beverly Kroc. Das Auktionshaus Christie’s versteigerte das Gemälde am 2. Mai 2006 in New York für 1,8 Millionen Dollar an die Galerie Richard Green in London. Am 7. November 2007 landete es wieder bei Sotheby’s und erzielte nun einen Preis von 2.057.000 Dollar, den ein anonymer Käufer zahlte.
Das Bild wurde in verschiedenen Ausstellungen gezeigt:
- Galerie Nunès et Fiquet, Paris: Exposition de la collection de Madame Veuve C. Pissarro, Mai/Juni 1921
- Musée de l’Orangerie, Paris: Exposition Centenaire de la naissance de Camille Pissarro, Februar/März 1930
- Galerie Moos, Genf: Art Français, Juni/Juli 1939
- Wildenstein & Co., New York: Camille Pissarro: His Place in Art, Oktober/November 1945
- Graphisches Kabinett Wolfgang Werner, Bremen: 50 Jahre Graphisches Kabinett, 1970